# Trigeri
Triger predstavlja blok PL/SQL koda koji se automatski izvršava kada korisnik pokuša modifikaciju podataka u okviru određene tabele u bazi podataka. Uglavnom se koristi za čuvanja integriteta podataka u bazi podataka. U zavisnosti od toga koje operacije baze podataka izazivaju okidanje trigera mogu se podeliti na: INSERT, UPDATE, DELETE  trigere. Mogu se okinuti neposredno pre (BEFORE) ili posle (AFTER) izvršavanja SQL naredbe.
Trigeri se najčešće koriste za:
- nadgledanje (potencijalnih) promena u bazi podataka
- forsiranje ograničenja
- automatsko postavljanje ID-ova i izvedenih vrednosti
- automatsko čuvanje starijih verzija podataka
- sprečavanje izmena
- automatsko ažuriranje dnevnika promena
- reviziju promena
- primenjivanje pravila poslovanja
- poboljšavanje pravila poslovanja

Glavne karakteristike i efekti trigera su:
- ne prihvataju parametre i argumente
- može otkazati određenu operaciju
- može izazovati multipliciranje grešaka za odgovarajaću tabelu, ako je loše napisan
- ne može vratiti na pređašnje stanje pre izvršenja SQL naredbe.